# Équipe de Tunisie de football A'
Cet article traite de l'équipe A. Pour l'équipe masculine, voir Équipe de Tunisie de football.
Maillots
L'équipe de Tunisie de football A' (arabe : منتخب تونس لكرة القدم للمحليين) est l'équipe nationale locale qui représente la Tunisie en football. C'est une équipe membre de la FIFA et de la Confédération africaine de football (CAF) supervisée par la Fédération tunisienne de football (FTF) créée le 29 mars 1957.
L'équipe surnommée « Les Aigles de Carthage » a pour couleurs le rouge et le blanc, semblables à celles du drapeau national, et son symbole est le pygargue à tête blanche. La plupart de ses matchs se jouent depuis 2001 au stade olympique de Radès, d'une capacité de 60 000 spectateurs, qui est situé dans la banlieue sud de la capitale Tunis. L'équipe nationale tunisienne de football A' est uniquement ouverte aux joueurs de la Ligue I.
L'équipe joue son premier match le 30 mars 2008 contre la Libye lors des éliminatoires du championnat d'Afrique des nations 2009. Elle remporte le championnat d'Afrique des nations lors de l'édition 2011 au Soudan, dès sa première participation, en battant l'Angola en finale. La FIFA compte ses matchs comme des matchs internationaux A et ne distingue pas l'équipe première de l'équipe A'. L'équipe n'a pas joué de match depuis le 20 octobre 2019.

## Histoire

### Débuts (2008)
L'équipe nationale tunisienne participe aux éliminatoires du championnat d'Afrique des nations 2009, auxquels elle participe avec l'équipe olympique contre la Libye et joue à cette occasion son premier match, le 30 mars 2008 à Tripoli (1-1), avec un but de Youssef Mouihbi. Lors du match retour à Tunis, les deux équipes ont font à nouveau match nul (1-1) qualifiant la Libye pour la phase finale aux tirs au but (5-6).

### Sami Trabelsi et premiers succès (2010-2011)

#### Éliminatoires du CHAN 2011
En 2010, l'équipe joue les éliminatoires du championnat d'Afrique des nations 2011 contre le Maroc. Le 23 mai, les deux équipes font match nul (1-1) à Sousse et à nouveau le 5 juin (2-2), lors d'un match à Casablanca qui voit la Tunisie se qualifier pour la phase finale pour la première fois grâce à la règle des buts à l'extérieur, grâce aux buts de Saber Khalifa et Mehdi Meriah.
À partir de 2011, le pays est marqué par la révolution. Sous la direction du nouveau sélectionneur Sami Trabelsi, lors de la phase finale au Soudan, il figure dans le groupe D aux côtés de l'Angola, du Rwanda et du Sénégal.

#### Victoire au CHAN 2011

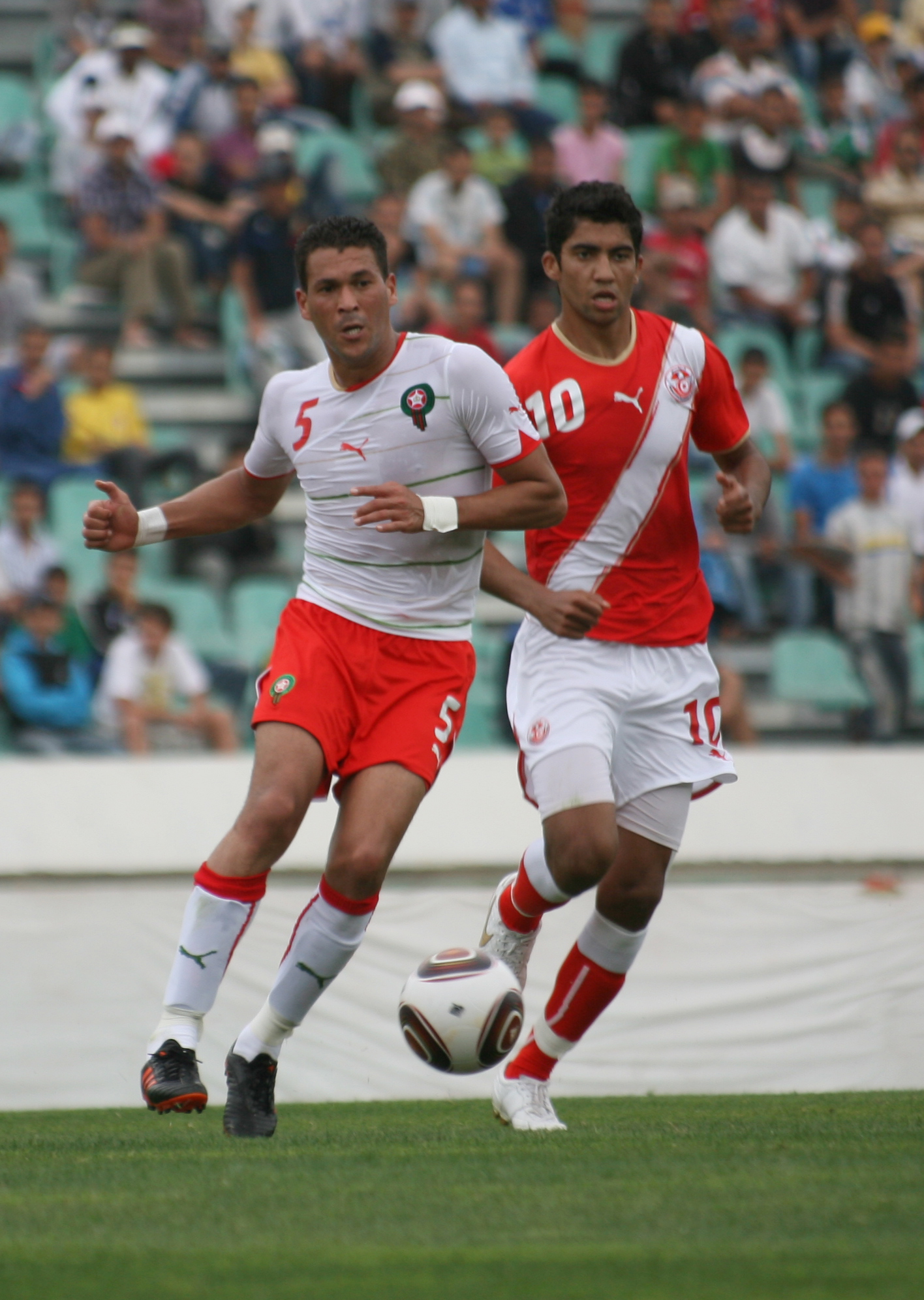
Tunisie contre le Maroc, pour les qualifications au CHAN 2011.

Le 7 février, la Tunisie joue son premier match contre l'Angola, qui se termine par un match nul (1-1), Youssef Msakni marquant le premier but de la Tunisie en phase finale. Quatre jours plus tard, l'équipe remporte sa première victoire contre le Rwanda (3-1) avec des buts d'Oussama Darragi, Slama Kasdaoui et Zouhaier Dhaouadi. L'équipe remporte une autre victoire contre le Sénégal (2-0), avec des buts de Kasdaoui et Khaled Korbi.
En quart de finale, la Tunisie affronte le tenant du titre, la République démocratique Congo. L'équipe parvient à s'imposer grâce à un but de Dhaouadi à la 50e minute. La demi-finale est le témoin d'une confrontation serrée lors du derby maghrébin entre la Tunisie et l'Algérie. Kasdaoui marque le premier but de la Tunisie après un centre de Dhaouadi à la 18e minute. Lors de sa célébration du but, il sort un papier et l'adresse à la caméra, sur lequel est écrit « La Tunisie est libre » en arabe. Abdelmoumene Djabou marque l'égalisation pour l'Algérie d'un tir de l'extérieur de la surface qu'Aymen Mathlouthi ne parvient pas à arrêter. Le temps réglementaire et les prolongations se terminent par un match nul (1-1), la Tunisie l'emportant aux tirs au but (5-3), Rami Jridi arrêtant du poing le tir de Hocine Metref. La Tunisie se qualifie pour affronter l'Angola lors du dernier match.

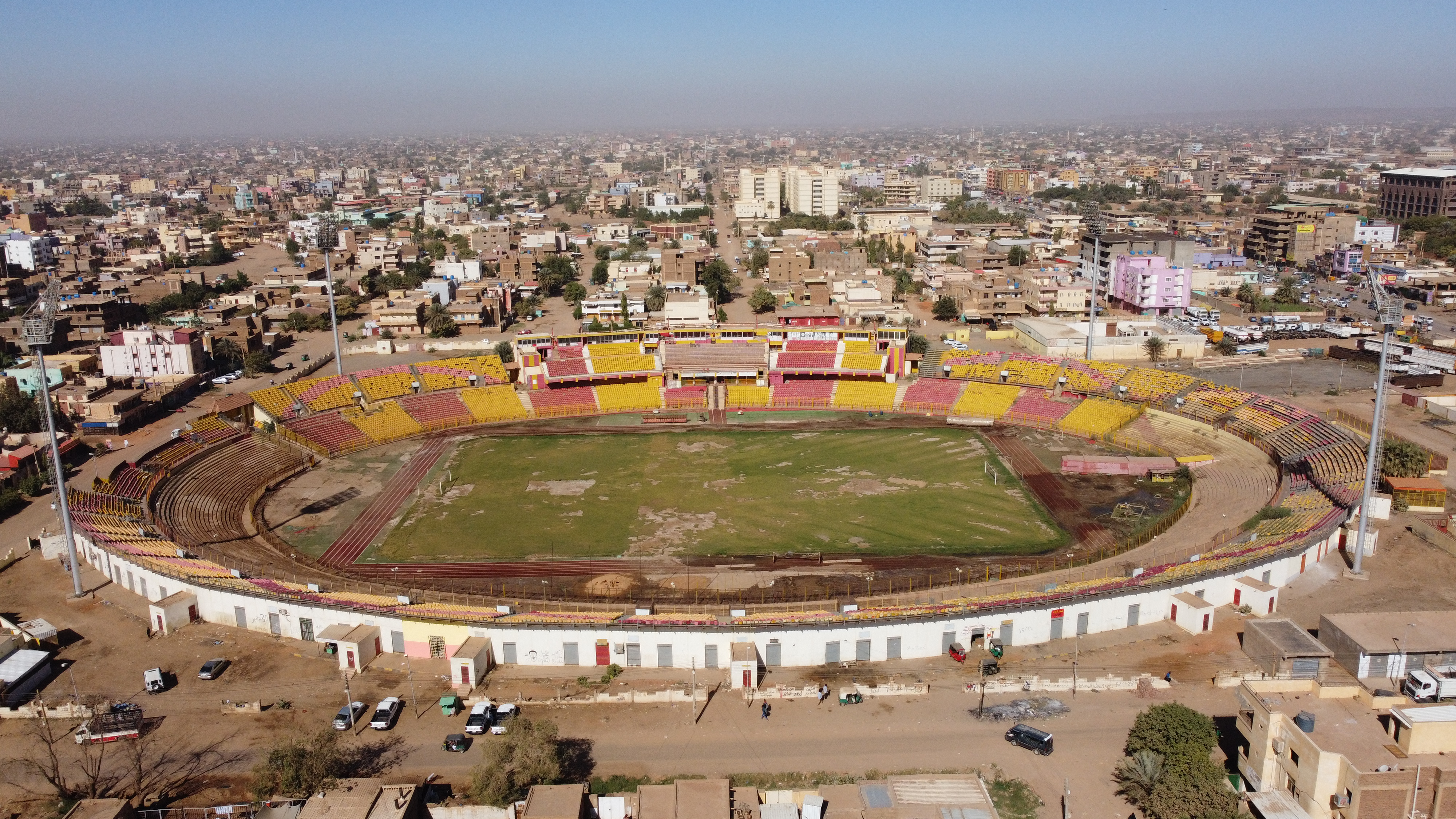
Al Merreikh Stadium au Soudan qui accueille la finale victorieuse.

En finale, l'Angola commence par exercer une pression sur « Les Aigles de Carthage » par le flanc droit, mais manque de finition. La Tunisie faillit marquer à la treizième minute, mais Luis Lama effectue un arrêt à bout portant. Trois minutes plus tard, Dhaouadi passe tout près du but mais le gardien angolais anticipe pour lui barrer la route. La frappe de Mejdi Traoui à la vingtième minute est repoussée par Lama qui est bien placé pour empêcher les Tunisiens de marquer leur premier but. Adel Chedli fait une nouvelle tentative à la 37e minute mais rate le poteau de peu. La formation tunisienne parvient donc à défaire la défense angolaise à plusieurs reprises mais ses finitions sont mal exécutées. Deux minutes après le début de la seconde mi-temps, Traoui ouvre le score du pied droit sur un centre de Dhaouadi. Les assauts de la Tunisie se poursuivent lorsque Dhaouadi double le score sur un roulement du pied gauche à la 73e minute. À la 80e minute, le remplaçant Darragi offre un dernier but à son équipe. Dhaouadi et Kasdaoui terminent le tournoi en tant que meilleurs buteurs avec trois buts, Dhaouadi étant élu meilleur joueur.

### Deuxième apparition et déclin (2013-2016)

#### Éliminatoires du CHAN 2014
En juillet 2013, placée sous la direction de Nabil Maâloul, l'équipe participe aux éliminatoires du championnat d'Afrique des nations 2014, en affrontant le Maroc à domicile et à l'extérieur. La Tunisie s'incline à Sousse (1-0) et fait match nul (0-0) à Tanger, échouant à se qualifier pour la phase finale.

#### Éliminatoires et phase finale du CHAN 2016
En 2015, l'équipe participe aux éliminatoires du championnat d'Afrique des nations 2016, par le biais du groupe de la zone Nord aux côtés de la Libye et du Maroc, sous la direction d'Henryk Kasperczak. Les première et deuxième journées se jouent en juin à Casablanca. La Tunisie fait match nul avec le Maroc (1-1), tandis qu'elle perd contre la Libye (0-1). Les troisième et quatrième journées se jouent en octobre à Radès. L'équipe s'impose contre la Libye (1-0) et perd contre le Maroc (2-3). La Tunisie se qualifie pour la phase finale, terminant deuxième du groupe avec une victoire, un nul et deux défaites. Lors de la phase finale au Rwanda, Hatem Missaoui mène l'équipe. La Tunisie est tirée au sort dans le groupe C aux côtés de la Guinée, du Nigeria et du Niger,.
La Tunisie joue le match d'ouverture le 18 janvier 2016 contre la Guinée, qui se termine sur un nul (2-2) ; Ahmed Akaichi marque deux buts aux 33e et 50e minutes, tandis qu'Alsény Camara marque également deux buts aux 40e et 87e minutes. La Tunisie fait également match nul (1-1) contre le Nigeria lors du deuxième match ; les adversaires prennent l'avantage à la 52e minute grâce à un but de Chisom Chikatara, tandis que la Tunisie égalise grâce à un but d'Akaichi à la 69e minute. Lors du troisième match contre le Niger, la Tunisie remporte une large victoire (5-0) ; Saad Bguir marque deux buts aux 5e et 39e minutes, Akaichi ajoutant le troisième but à la 78e minute, Mohamed Amine Ben Amor le quatrième à la 80e minute et Hichem Essifi le cinquième à la 90e minute, permettant à l'équipe de se qualifier pour les quarts de finale en tête du groupe avec deux nuls et une victoire. En quart de finale, la Tunisie affronte le Mali, prenant l'avantage grâce à Mohamed Ali Moncer à la 14e minute, avant que le Mali ne renverse la situation grâce à des buts d'Aliou Dieng sur penalty à la 70e minute et d'Abdoulaye Diarra dix minutes plus tard et élimine la Tunisie de la compétition (1-2).

### Absence constante (depuis 2016)
Le 22 septembre 2016, la Fédération tunisienne de football annonce qu'elle ne participerait pas aux éliminatoires du championnat d'Afrique des nations 2018 en raison des éliminatoires pour la coupe du monde. En septembre 2019, sous la direction de Mondher Kebaier, l'équipe participe aux éliminatoires de l'édition 2020, gagnant à domicile et à l'extérieur contre la Libye (1-0 à Radès et 2-1 à Salé au Maroc en raison de la crise libyenne) ; Anice Badri marque les buts de la Tunisie dans les deux cas. Cependant, le 20 décembre 2019, la fédératio se retire du tournoi en raison de l'intensité des matchs après que les équipes se soient mises d'accord. Cela conduit à l'imposition de sanctions par la Confédération africaine de football, infligeant une amende de 50000 à la fédération, en plus d'interdire à l'équipe nationale de participer à la prochaine édition en Algérie.
L'équipe n'a pas participé aux éliminatoires du championnat d'Afrique des nations 2022. Le 9 octobre 2024, lors du tirage au sort des éliminatoires du championnat d'Afrique des nations 2024, la Confédération africaine de football annonce que trois équipes d'Afrique du Nord seraient automatiquement qualifiées, dont la Tunisie.

## Résultats
La Tunisie participe à deux éditions du championnat d'Afrique des nations en 2011 et 2016. Lors de l'édition 2009, elle est représentée par l'équipe olympique, placée sous la direction de Mondher Kebaier ; elle y est éliminée en phase de qualification.
En 2011, sous la direction de Sami Trabelsi, elle se qualifie pour la phase finale et remporte le championnat en battant l'Angola en finale. En 2014, placée sous la direction de Nabil Maâloul, elle est éliminée en phase de qualification. Lors de l'édition 2016, placée sous la direction de Henryk Kasperczak, la Tunisie se qualifie pour la phase finale mais c'est Hatem Missaoui qui dirige l'équipe au Rwanda ; la Tunisie est éliminée en quarts de finale par le Mali. La Fédération tunisienne de football annonce que la Tunisie ne participe pas à l'édition 2018.
Lors des qualifications du championnat d'Afrique des nations 2020, la Tunisie affronte la Libye en deux matchs à domicile et à l'extérieur, remportant le premier match (1-0) au stade olympique de Radès et le second (2-1) au stade Boubker-Amar ; Anice Badri marque les buts pour la Tunisie dans les deux cas. L'équipe nationale se qualifie pour la phase finale mais, le 20 décembre 2019, la qualification est retirée par la Fédération tunisienne de football en raison de l'intensité des matchs.
| Championnat d'Afrique des nations | Championnat d'Afrique des nations | Championnat d'Afrique des nations | Championnat d'Afrique des nations | Championnat d'Afrique des nations | Championnat d'Afrique des nations | Championnat d'Afrique des nations | Championnat d'Afrique des nations | Championnat d'Afrique des nations |                           | Qualifications pour le championnat d'Afrique des nations | Qualifications pour le championnat d'Afrique des nations | Qualifications pour le championnat d'Afrique des nations | Qualifications pour le championnat d'Afrique des nations | Qualifications pour le championnat d'Afrique des nations | Qualifications pour le championnat d'Afrique des nations | Qualifications pour le championnat d'Afrique des nations |
| Année                             | Résultat                          | Class.                            | J                                 | G                                 | N                                 | P                                 | Bp                                | Bc                                | J                         | G                                                        | N                                                        | P                                                        | Bp                                                       | Bc                                                       | Sou                                                      |                                                          |
| --------------------------------- | --------------------------------- | --------------------------------- | --------------------------------- | --------------------------------- | --------------------------------- | --------------------------------- | --------------------------------- | --------------------------------- | ------------------------- | -------------------------------------------------------- | -------------------------------------------------------- | -------------------------------------------------------- | -------------------------------------------------------- | -------------------------------------------------------- | -------------------------------------------------------- | -------------------------------------------------------- |
| 2009                              | Non qualifiée                     | Non qualifiée                     | Non qualifiée                     | Non qualifiée                     | Non qualifiée                     | Non qualifiée                     | Non qualifiée                     | Non qualifiée                     | 2                         | 0                                                        | 2                                                        | 0                                                        | 2                                                        | 2                                                        | [ 58 ]                                                   |                                                          |
| 2011                              | Vainqueur                         | 1er                               | 6                                 | 4                                 | 2                                 | 0                                 | 11                                | 3                                 | 2                         | 0                                                        | 2                                                        | 0                                                        | 3                                                        | 3                                                        | [ 59 ]                                                   |                                                          |
| 2014                              | Non qualifiée                     | Non qualifiée                     | Non qualifiée                     | Non qualifiée                     | Non qualifiée                     | Non qualifiée                     | Non qualifiée                     | Non qualifiée                     | 2                         | 0                                                        | 1                                                        | 1                                                        | 0                                                        | 1                                                        | [ 60 ]                                                   |                                                          |
| 2016                              | Quarts de finale                  | 8e                                | 4                                 | 1                                 | 2                                 | 1                                 | 9                                 | 5                                 | 4                         | 1                                                        | 1                                                        | 2                                                        | 4                                                        | 5                                                        | [ 61 ]                                                   |                                                          |
| 2018                              | Non inscrite                      | Non inscrite                      | Non inscrite                      | Non inscrite                      | Non inscrite                      | Non inscrite                      | Non inscrite                      | Non inscrite                      | Non inscrite              | Non inscrite                                             | Non inscrite                                             | Non inscrite                                             | Non inscrite                                             | Non inscrite                                             | Non inscrite                                             |                                                          |
| 2020                              | Qualifiée puis retirée            | Qualifiée puis retirée            | Qualifiée puis retirée            | Qualifiée puis retirée            | Qualifiée puis retirée            | Qualifiée puis retirée            | Qualifiée puis retirée            | Qualifiée puis retirée            | 2                         | 2                                                        | 0                                                        | 0                                                        | 3                                                        | 1                                                        | [ 62 ]                                                   |                                                          |
| 2022                              | Forfait                           | Forfait                           | Forfait                           | Forfait                           | Forfait                           | Forfait                           | Forfait                           | Forfait                           | Forfait                   | Forfait                                                  | Forfait                                                  | Forfait                                                  | Forfait                                                  | Forfait                                                  | Forfait                                                  |                                                          |
| 2024                              | Qualifiée                         | Qualifiée                         | Qualifiée                         | Qualifiée                         | Qualifiée                         | Qualifiée                         | Qualifiée                         | Qualifiée                         | Qualifiée automatiquement | Qualifiée automatiquement                                | Qualifiée automatiquement                                | Qualifiée automatiquement                                | Qualifiée automatiquement                                | Qualifiée automatiquement                                | Qualifiée automatiquement                                |                                                          |
| Total                             | Vainqueur                         | 2/7                               | 10                                | 5                                 | 4                                 | 1                                 | 20                                | 8                                 | 12                        | 3                                                        | 6                                                        | 3                                                        | 12                                                       | 12                                                       | —                                                        |                                                          |

## Palmarès

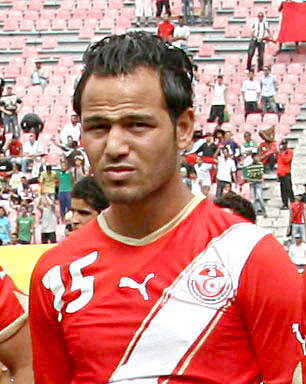
Zouhaier Dhaouadi, meilleur joueur et buteur du CHAN 2011.

Championnat d'Afrique des nations (1)
- Vainqueur :  2011

Meilleurs buteurs du championnat d'Afrique des nations (3)
- Zouhaier Dhaouadi avec 3 buts (2011)
- Slama Kasdaoui avec 3 buts (2011)
- Ahmed Akaichi avec 4 buts (2016)

Meilleurs joueurs du championnat d'Afrique des nations (1)
- Zouhaier Dhaouadi (2011)

Équipe type du championnat d'Afrique des nations (1)
- Ahmed Akaichi (2016)

## Sélectionneurs
- : Vainqueur du championnat d'Afrique des nations

| Sélectionneur     | Début | Fin   | J  | G | N  | P | Résultats                          |
| ----------------- | ----- | ----- | -- | - | -- | - | ---------------------------------- |
| Mondher Kebaier   | 2008  | 2009  | 2  | 0 | 2  | 0 | CHAN 2009 - Non qualifiée          |
| Sami Trabelsi     | 2010  | 2013  | 8  | 4 | 4  | 0 | CHAN 2011 - Vainqueur              |
| Nabil Maâloul     | 2013  | 2013  | 2  | 0 | 1  | 1 | CHAN 2014 - Non qualifiée          |
| Henryk Kasperczak | 2015  | 2015  | 4  | 1 | 1  | 2 | CHAN 2016 - Quart de finaliste     |
| Hatem Missaoui    | 2016  | 2016  | 4  | 1 | 2  | 1 | NC                                 |
| Mondher Kebaier   | 2019  | 2019  | 2  | 2 | 0  | 0 | CHAN 2020 - Qualifiée mais retirée |
| Total             | Total | Total | 22 | 8 | 10 | 4 | —                                  |

## Statistiques

### Matchs
| N  | Date              | Lieu                | Adversaire | Score              | Compétition | Buteurs tunisiens                                     |
| -- | ----------------- | ------------------- | ---------- | ------------------ | ----------- | ----------------------------------------------------- |
| 1  | 30 mars 2008      | Tripoli, Libye      | Libye      | 1-1                | Q CHAN 2009 | Y. Mouihbi                                            |
| 2  | 13 avril 2008     | Tunis, Tunisie      | Libye      | 1-1 (5-6 t. a. b.) | Q CHAN 2009 | Mosrati                                               |
| 3  | 23 mai 2010       | Sousse, Tunisie     | Maroc      | 1-1                | Q CHAN 2011 | A. Jemal                                              |
| 4  | 5 juin 2010       | Rabat, Maroc        | Maroc      | 2-2                | Q CHAN 2011 | S. Khalifa, M. Meriah (Pen)                           |
| 5  | 7 février 2011    | Port-Soudan, Soudan | Angola     | 1-1                | CHAN 2011   | Y. Msakni 7e                                          |
| 6  | 11 février 2011   | Port-Soudan, Soudan | Rwanda     | 3-1                | CHAN 2011   | O. Darragi 21e, Kasdaoui 32e, Z. Dhaouadi 44e         |
| 7  | 15 février 2011   | Port-Soudan, Soudan | Sénégal    | 2-0                | CHAN 2011   | Kasdaoui 45e, K. Korbi 88e                            |
| 8  | 19 février 2011   | Khartoum, Soudan    | RD Congo   | 1-0                | CHAN 2011   | Z. Dhaouadi 50e                                       |
| 9  | 22 février 2011   | Khartoum, Soudan    | Algérie    | 1-1 (5-3 t. a. b.) | CHAN 2011   | Kasdaoui 18e                                          |
| 10 | 25 février 2011   | Omdourman, Soudan   | Angola     | 3-0                | CHAN 2011   | Traoui 47e, Z. Dhaouadi 73e, O. Darragi 80e           |
| 11 | 6 juillet 2013    | Sousse, Tunisie     | Maroc      | 0-1                | Q CHAN 2014 | —                                                     |
| 12 | 13 juillet 2013   | Tanger, Maroc       | Maroc      | 0-0                | Q CHAN 2014 | —                                                     |
| 13 | 15 juin 2015      | Casablanca, Maroc   | Maroc      | 1-1                | Q CHAN 2016 | Aouadhi 40e                                           |
| 14 | 18 juin 2015      | Casablanca, Maroc   | Libye      | 0-1                | Q CHAN 2016 | —                                                     |
| 15 | 18 octobre 2015   | Radès, Tunisie      | Libye      | 1-0                | Q CHAN 2016 | Bguir 75e                                             |
| 16 | 26 octobre 2015   | Radès, Tunisie      | Maroc      | 2-3                | Q CHAN 2016 | Machani 28e, Bguir 80e                                |
| 17 | 18 janvier 2016   | Kigali, Rwanda      | Guinée     | 2-2                | CHAN 2016   | Akaichi 33e 51e                                       |
| 18 | 22 janvier 2016   | Kigali, Rwanda      | Nigeria    | 1-1                | CHAN 2016   | Akaichi 70e                                           |
| 19 | 26 janvier 2016   | Kigali, Rwanda      | Niger      | 5-0                | CHAN 2016   | Bguir 5e 39e, Akaichi 79e, Ben Amor 80e, Essifi 90+2e |
| 20 | 31 janvier 2016   | Kigali, Rwanda      | Mali       | 1-2                | CHAN 2016   | Moncer 14e                                            |
| 21 | 21 septembre 2019 | Radès, Tunisie      | Libye      | 1-0                | Q CHAN 2020 | Badri 55e                                             |
| 22 | 20 octobre 2019   | Salé, Maroc         | Libye      | 2-1                | Q CHAN 2020 | Badri 13e 89e                                         |

### Nations rencontrées
| Statistiques face à des sélections affiliées à la FIFA   | Statistiques face à des sélections affiliées à la FIFA | Statistiques face à des sélections affiliées à la FIFA | Statistiques face à des sélections affiliées à la FIFA | Statistiques face à des sélections affiliées à la FIFA | Statistiques face à des sélections affiliées à la FIFA | Statistiques face à des sélections affiliées à la FIFA | Statistiques face à des sélections affiliées à la FIFA | Statistiques face à des sélections affiliées à la FIFA |
| Adversaire                                               | J                                                      | G                                                      | N                                                      | P                                                      | Bp                                                     | Bc                                                     | Diff                                                   | Confédération                                          |
| -------------------------------------------------------- | ------------------------------------------------------ | ------------------------------------------------------ | ------------------------------------------------------ | ------------------------------------------------------ | ------------------------------------------------------ | ------------------------------------------------------ | ------------------------------------------------------ | ------------------------------------------------------ |
| Algérie                                                  | 1                                                      | 0                                                      | 1                                                      | 0                                                      | 1                                                      | 1                                                      | 0                                                      | CAF                                                    |
| Angola                                                   | 2                                                      | 1                                                      | 1                                                      | 0                                                      | 4                                                      | 1                                                      | +3                                                     | CAF                                                    |
| RD Congo                                                 | 1                                                      | 1                                                      | 0                                                      | 0                                                      | 1                                                      | 0                                                      | +1                                                     | CAF                                                    |
| Guinée                                                   | 1                                                      | 0                                                      | 1                                                      | 0                                                      | 2                                                      | 2                                                      | 0                                                      | CAF                                                    |
| Libye                                                    | 6                                                      | 3                                                      | 2                                                      | 1                                                      | 6                                                      | 4                                                      | +2                                                     | CAF                                                    |
| Mali                                                     | 1                                                      | 0                                                      | 0                                                      | 1                                                      | 1                                                      | 2                                                      | -1                                                     | CAF                                                    |
| Maroc                                                    | 6                                                      | 0                                                      | 4                                                      | 2                                                      | 6                                                      | 8                                                      | -2                                                     | CAF                                                    |
| Niger                                                    | 1                                                      | 1                                                      | 0                                                      | 0                                                      | 5                                                      | 0                                                      | +5                                                     | CAF                                                    |
| Nigeria                                                  | 1                                                      | 0                                                      | 1                                                      | 0                                                      | 1                                                      | 1                                                      | 0                                                      | CAF                                                    |
| Rwanda                                                   | 1                                                      | 1                                                      | 0                                                      | 0                                                      | 3                                                      | 1                                                      | +2                                                     | CAF                                                    |
| Sénégal                                                  | 1                                                      | 1                                                      | 0                                                      | 0                                                      | 2                                                      | 0                                                      | +2                                                     | CAF                                                    |
| Total                                                    | 22                                                     | 8                                                      | 10                                                     | 4                                                      | 32                                                     | 20                                                     | +8                                                     | —                                                      |
| Dernière mise à jour : Tunisie - Libye (20 octobre 2019) |                                                        |                                                        |                                                        |                                                        |                                                        |                                                        |                                                        |                                                        |

## Soutien et image

### Emblème

Écusson placé sur les maillots de l'équipe nationale depuis 2008.
Écusson accompagné d'une étoile indiquant la victoire du Championnat d'Afrique des nations.

### Évolution des maillots
| CHAN 2011 · Domicile | CHAN 2011 · Extérieur | CHAN 2016 · Domicile | CHAN 2016 · Extérieur |